# 428

## Události
- Geiserich se po smrti Gundericha stal králem Vandalů a Alanů
- Císař Theodosius II. jmenoval konstantinopolským patriarchou Nestoria.

## Úmrtí
- Gunderich, král Vandalů a Alanů

## Hlavy států
- Papež – Celestýn I. (422–432)
- Východořímská říše – Theodosius II. (408–450)
- Západořímská říše – Valentinianus III. (425–455)
- Franská říše – Clodio (428–448)
- Perská říše – Bahrám V. (421–439)
- Vizigóti – Theodorich I. (419–451)
- Vandalové – Gunderich (407–428) » Geiserich (428–477)